# 城铁大厦
城铁大厦，位于天津市和平区南京路和哈密道交口，总用地面积25840.5平方米，总建筑面积139550平方米，其中地上建筑面积95400平方米，地下建筑面积43800平方米。主楼地上42层，147.9米，副楼27层，98.4米。